# Alejandro Díaz y Pérez Duarte
Alejandro Díaz y Pérez Duarte (* 17. Juli 1945 in Mexiko-Stadt) ist ein ehemaliger mexikanischer Botschafter.

## Leben
Díaz schloss das Studium der Mechatronik an der Universidad Iberoamericana 1967 mit einem Diplom ab. Von 1968 bis 1969 studierte er Betriebswirtschaft an der Fachhochschule München.
Von 1970 bis 1980 leitete er in Mexiko eine umsatzstarke Einzelhandels-Selbstbedienungskette und von 1980 bis 1987 die Logistikabteilung von Kimberly-Clark in Mexiko.
Díaz ist seit 1964 Mitglied der Partido Acción Nacional, in der er bis 1993 örtlicher Funktionär und von 1993 bis 2003 Funktionär für internationale Beziehungen auf Bundesebene war.
Er war von 1988 bis 1991 Parlamentsabgeordneter in der 54. Legislaturperiode und von 1994 bis 1997 Abgeordneter in der 56. Legislaturperiode. Im Parlament der 56. Wahlperiode war er Sekretär der Parlamentskommission für auswärtige Angelegenheiten.
Von 1997 bis 1998 war er technischer Sekretär der Parlamentskommission für internationale Angelegenheiten und von 2001 bis 2002 war er Assessor der Kommission für auswärtige Angelegenheiten des Senats.
Mit Amtssitz in Athen war er auch bei der Regierung von Zypern akkreditiert. Von 4. Oktober 2007 bis 25. April 2013 war Díaz mit Amtssitz in Wien bei den Regierungen der Slowakei und Slowenien akkreditiert. Ebenso war er ständiger Vertreter der mexikanischen Regierung bei der Organisation der Vereinten Nationen für industrielle Entwicklung sowie bei der IAO in Wien.
| Vorgänger                 | Amt                                                                  | Nachfolger                   |
| ------------------------- | -------------------------------------------------------------------- | ---------------------------- |
| Augusto César Leal Angulo | mexikanischer Botschafter in Athen 11. Juli 2003 bis 20. Juni 2007   | Enrique Bacmeister Gudiño    |
| Ulises Canchola Gutiérrez | mexikanischer Botschafter in Wien 4. Oktober 2007 bis 25. April 2013 | Luis Alfonso de Alba Góngora |